# Dysdera deserticola
Dysdera deserticola är en spindelart som beskrevs av Simon 1910. Dysdera deserticola ingår i släktet Dysdera och familjen ringögonspindlar.
Artens utbredningsområde är Algeriet. Inga underarter finns listade i Catalogue of Life.